# Atende
Atende S.A. – przedsiębiorstwo teleinformatyczne, wywodzące się z firmy ATM S.A., założonej przez dr. hab. Romana Szweda.

## Opis przedsiębiorstwa
Główna siedziba Atende S.A. znajduje się w Centrum Praskim Koneser, w Warszawie.
Spółka notowana na Giełdzie Papierów Wartościowych w Warszawie od 2012 r. Od ponad 25 lat firma realizuje zaawansowane technologicznie projekty IT, specjalizując się w:
– integracji infrastruktury informatycznej (m.in. sieci, systemy obliczeniowe, centra danych, bezpieczeństwo),
– usługach informatycznych (m.in. projektowanie i doradztwo informatyczne, utrzymanie i serwisowanie systemów IT, outsourcing IT, rozwiązania oparte na technologii blockchain, Cloud Computing).
Atende to także grupa kapitałowa, w skład której wchodzi osiem spółek zależnych. Oferują one własne rozwiązania w zakresie oprogramowania i usług IT. Ich obszary specjalizacji obejmują m.in.:
– oprogramowanie do dystrybucji treści multimedialnych, inteligentne opomiarowanie sieci energetycznych i systemy cyberbezpieczeństwa (Atende Software),
– system operacyjny czasu rzeczywistego i oprogramowanie powiązane dla systemów wbudowanych (Phoenix Systems),
– projektowanie układów elektronicznych, w tym na potrzeby urządzeń do pomiaru jakości powietrza (OmniChip),
– oprogramowanie do zarządzania jednostkami samorządu terytorialnego i administracji centralnej (Sputnik Software),
– rozwiązania informatyczne dla sektora opieki zdrowotnej (Atende Medica),
– nowoczesne usługi zdalnego utrzymania systemów IT (TrustIT),
– analizę danych w technologii Big Data (Energy Data Lab)
– usługi konsultingowe i programistyczne, w tym w zakresie billingu, a także oprogramowanie do zarządzania infrastrukturą do ładowania aut elektrycznych (A2 Customer Care).

## Historia
• 1991 – Przedsiębiorstwo Produkcyjne ATM (PP ATM) założyło Dział Zaawansowanych Systemów Komputerowych, prowadzący dystrybucję rozwiązań komputerowych Silicon Graphics, przede wszystkim dla potrzeb środowisk naukowych.
• 1993 – PP ATM pod marką IKP (Internet Komercyjny w Polsce), jako pierwsze polskie prywatne przedsiębiorstwo oferowało komercyjny dostęp do Internetu. Działalność ta od roku 1998 była prowadzona w ramach osobnego przedsiębiorstwa pod firmą AToM S.A.
• 1994 – Dział Zaawansowanych Systemów Komputerowych firmy PP ATM zarejestrowano jako osobny podmiot gospodarczy – ATM Sp. z o.o., następnie w 1997 roku przekształcony – z zachowaniem ciągłości prawnej – w formę spółki akcyjnej.
• 1997 – ATM był współinicjatorem i wykonawcą sieci rozległej łączącej ośrodki akademickie w Poznaniu, Gdańsku i Łodzi. Sieć ta stała się zalążkiem Akademickiej Sieci Szerokopasmowej POL-34, z której później wyewoluowała Ogólnopolska Sieć Optyczna Pionier, do dziś stanowiąca bazę dla badań naukowych i prac rozwojowych w obszarze informatyki i telekomunikacji oraz usług dla społeczeństwa informacyjnego.
• 2000 – ATM dostarczył serwery, urządzenia sieciowe i aplikacje niezbędne do pracy Sądu Najwyższego, Sądu Apelacyjnego w Warszawie oraz centrali Instytutu Pamięci Narodowej. Był to pierwszy projekt integratorski na tak dużą skalę.
• 2001 – ATM S.A. uruchomiła własną telekomunikacyjną sieć światłowodową w Warszawie i rozpoczęła świadczenie usług operatorskich pod marką ATMAN. W tym roku rozpoczął się także rozwój Centrum Danych ATMAN.
• 2004 – ATM S.A. staje się spółką publiczną, notowaną na Giełdzie Papierów Wartościowych w Warszawie.
• 2005 – w konsorcjum z instytucjami akademickimi pod przewodnictwem Cyfronetu z Krakowa, ATM zrealizował dla Telewizji Polskiej system udostępniania sygnału audiowizualnego w Internecie, znany pod nazwą iTVP. Doświadczenia pozyskane przy jego tworzeniu zaowocowały wytworzeniem autorskiego pakietu produktów i usług, nadal rozwijanego przez Atende Software, dzisiaj pod nazwą redGalaxy. Jest to największy w Europie Środkowo-Wschodniej system dystrybucji treści multimedialnych w Internecie (CDN – Content Delivery Network).
• 2006 – ATM przejął większościowy pakiet udziałów katowickiej spółki KLK, wzbogacając swoją ofertę między innymi o technologie budowy centrów danych. KLK miała swoją historię sięgającą 1988 roku i była w tamtym czasie największym integratorem w regionie. Specjalizowała się w budowie sieci komputerowych oraz systemów gwarantowanego zasilania. W 1991 r. wykonała pierwszą sieć komputerową typu Ethernet, a rok później zbudowała pierwszą w Polsce radiową sieć komputerową pracującą w technologii niepakietowej.
• 2010 – wydzielenie działalności w zakresie integracji systemów teleinformatycznych do nowej spółki: ATM Systemy Informatyczne S.A. (ATM SI), działając nadal w ramach Grupy ATM.
• 2010 – rozpoczęcie budowy Ogólnopolskiej Sieci Teleinformatycznej na potrzeby obsługi numeru alarmowego 112 (OST 112). ATM, korzystając z podwykonawców, zapewnił łącza telekomunikacyjne, a wszystkie prace związane z późniejszą budową i uruchomieniem ogólnopolskiej sieci wykonała spółka ATM SI. Stworzona została wielousługowa sieć klasy operatorskiej, zdolna do przesyłania danych, głosu i obrazu, łącząca ponad 900 lokalizacji.
• 20 kwietnia 2012 – Nadzwyczajne Walne Zgromadzenie podjęło uchwałę zatwierdzającą podział ATM poprzez przeniesienie części majątku na spółkę ATM Systemy Informatyczne S.A. (ATM SI) Podział ATM S.A. połączony był z wprowadzeniem ATM Systemy Informatyczne S.A. (obecnie Atende S.A.) na Giełdę Papierów Wartościowych w Warszawie.
• 2013 – zmiana nazwy spółki ATM SI na Atende. Od tego czasu Atende aktywnie poszerza portfolio usług poprzez przejmowanie kolejnych spółek.